# Grote Koerilen
Grote Koerilen (Russisch: Большая Курильская гряда; [Bolsjaja Koerilskaja grada]; "Grote Koerilen-keten") is een groep van eilanden, die het noordelijke en centrale deel van de door Rusland bestuurde eilandengroep Koerilen omspant. Het is bestuurlijk onderdeel van de oblast Sachalin en omvat daarvan de districten Severo-Koerilski, Koerilski en Joezjno-Koerilski (alleen Koenasjir). De eilandenketen spreidt zich uit over 1200 kilometer van het zuidwesten naar het noordoosten tot aan de zuidpunt van het schiereiland Kamtsjatka. De eilanden zijn onder te verdelen in drie groepen, gescheiden door de straat van Kruzenstern en de Straat van Boessol:
| Noordelijke groep - Sjoemsjoe - Atlasov - Paramoesjir - Antsiferova - Makanroesji - Avos (rotsen) - Onekotan - Charimkotan - Tsjirinkotan - Ekarma - Sjiasjkotan - Lovoesjki (rotsen) | Centrale groep - Rajkoke - Matoea - Rasjoea - Oesjisjir-eilanden - Ketoj - Simoesjir Zuidelijke groep - Bro-oetona - Tsjornye Bratja-eilanden - Oeroep - Itoeroep - Koenasjir |
| Daarnaast bevinden zich nog enkele kleine eilandjes rond deze eilanden. | |

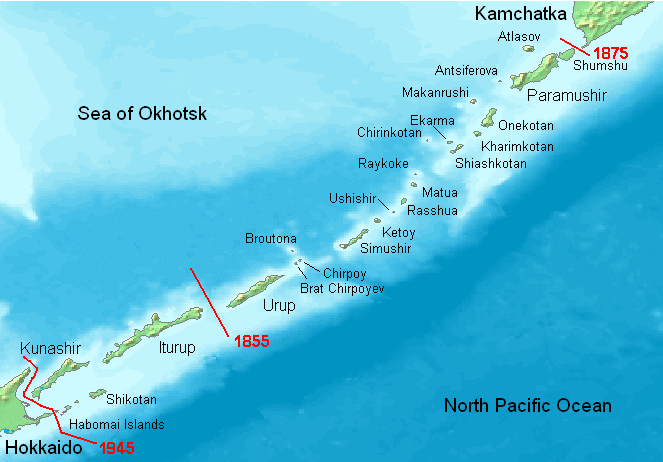
Koerilen met de grenzen van 1855 en 1875 (Sjikotan (Shikotan) en de Chabomai-groep (Habomai Islands) op deze kaart behoren als enige tot de Kleine Koerilen)

Ten zuiden van de Grote Koerilen bevinden zich de Kleine Koerilen, die gescheiden zijn van de Grote Koerilen door de Straat Zuid-Koerilen. De eilanden Oeroep en Koenasjir worden samen met de Kleine Koerilen geclaimd door Japan onder het Verdrag van Shimoda (1855) als de "Noordelijke territoria".